# Festival di Cannes 1964
La 17ª edizione del Festival di Cannes si è svolta a Cannes dal 29 aprile al 14 maggio 1964.
La giuria presieduta dal regista tedesco Fritz Lang ha assegnato il Grand Prix per il miglior film al musical Les Parapluies de Cherbourg di Jacques Demy.
A partire da questa edizione fino a quella del 1974 il premio maggiore del Festival, la Palma d'oro, introdotto nel 1955, è stato temporaneamente sostituito dal Grand Prix, assegnato anche in precedenza, dal 1946 al 1954.

## Selezione ufficiale

### Concorso
- Primero yo, regia di Fernando Ayala (Argentina)
- Mujhe Jeene Do, regia di Moni Bhattacharjee (India)
- Frenesia del piacere (The Pumpkin Eater), regia di Jack Clayton (Gran Bretagna)
- A zonzo per Mosca (Ja šagaju po Moskve), regia di Georgij Danelija (Unione Sovietica)
- Les Parapluies de Cherbourg, regia di Jacques Demy (Francia)
- El laila el akhira, regia di Kamal El Sheikh (Egitto)
- La donna scimmia, regia di Marco Ferreri (Italia/Francia)
- Frine e le compagne (Kokkina fanaria), regia di Vasilīs Geōrgiadīs (Grecia)
- Sedotta e abbandonata, regia di Pietro Germi (Italia)
- La vita privata di Henry Orient (The World of Henry Orient), regia di George Roy Hill (USA)
- Solo sull'Oceano Pacifico (Taiheiyo hitori-botchi), regia di Kon Ichikawa (Giappone)
- Il grido (Krik), regia di Jaromil Jireš (Cecoslovacchia)
- La passeggera (Pasazerka), regia di Andrzej Munk e Witold Lesiewicz (Polonia)
- Vidas Secas, regia di Nelson Pereira dos Santos (Brasile)
- Die tote von Beverly Hills, regia di Michael Pfleghar (Germania)
- Uno, patata, due, patata... (One Potato, Two Potato), regia di Larry Pierce (USA)
- Pacsirta, regia di László Ranódy (Ungheria)
- Il dio nero e il diavolo biondo (Deus e o Diabo na Terra do Sol), regia di Glauber Rocha (Brasile)
- Tetri karavani, regia di Eldar Shengelaya e Tamaz Meliava (Unione Sovietica)
- Una vergine in nero (La niña de luto), regia di Manuel Summers (Spagna)
- La donna di sabbia (Suna no onna), regia di Hiroshi Teshigahara (Giappone)
- La calda amante (La peau douce), regia di François Truffaut (Francia)
- Centomila dollari al sole (Cent mille dollars au soleil), regia di Henri Verneuil (Francia/Italia)
- La vendetta della signora (The Visit), regia di Bernhard Wicki (USA/Germania/Francia/Italia)
- Kvarteret Korpen, regia di Bo Widerberg (Svezia)

### Fuori concorso
- Skoplje '63, regia di Veljko Bulajić (Jugoslavia)
- Le voci bianche, regia di Massimo Franciosa e Pasquale Festa Campanile (Italia/Francia)
- La caduta dell'Impero romano (The Fall of the Roman Empire), regia di Anthony Mann (USA)

## Settimana internazionale della critica
- La herencia, regia di Ricardo Alventosa (Argentina)
- Prima della rivoluzione, regia di Bernardo Bertolucci (Italia)
- O necem jinem, regia di Věra Chytilová (Cecoslovacchia)
- Point of Order!, regia di Emile de Antonio (USA)
- Shabe ghuzi, regia di Farokh Ghafari (Iran)
- Una vita alla rovescia (La vie à l'envers), regia di Alain Jessua (Francia)
- Postava k podpírání, regia di Pavel Jurácek e Jan Schmidt (Cecoslovacchia)
- Goldstein, regia di Philip Kaufman e Benjamin Manaster (USA)
- Die parallelstrasse, regia di Ferdinand Khittl (Germania)

## Giuria
- Fritz Lang, regista (Germania) - presidente
- Joaquin Calvo Sotelo, scrittore (Spagna)
- René Clément, regista (Francia)
- Jean-Jacques Gautier, giornalista (Francia)
- Alexandre Karaganov, critico (Unione Sovietica)
- Lorens Marmstedt, produttore (Svezia)
- Geneviève Page, attrice (Francia)
- Raoul Ploquin, produttore (Francia)
- Arthur Schlesinger Jr., produttore (USA)
- Véra Volmane, giornalista (Francia)

## Palmarès
- Grand Prix: Les Parapluies de Cherbourg, regia di Jacques Demy (Francia)
- Prix spécial du Jury: La donna di sabbia (Suna no onna), regia di Hiroshi Teshigahara (Giappone)
- Prix d'interprétation féminine: Barbara Barrie - Uno, patata, due, patata... (One Potato, Two Potato), regia di Larry Pierce (USA) ex aequo Anne Bancroft - Frenesia del piacere (The Pumpkin Eater), regia di Jack Clayton (Gran Bretagna)
- Prix d'interprétation masculine: Antal Páger - Pacsirta, regia di László Ranódy (Ungheria) ex aequo Saro Urzì - Sedotta e abbandonata, regia di Pietro Germi (Italia)
- Menzione speciale: La passeggera (Pasazerka), regia di Andrzej Munk e Witold Lesiewicz (Polonia)
- Grand Prix tecnico: Les Parapluies de Cherbourg, regia di Jacques Demy (Francia) ex aequo Die tote von Beverly Hills, regia di Michael Pfleghar (Germania)
- Premio OCIC: Les Parapluies de Cherbourg, regia di Jacques Demy (Francia) ex aequo Vidas Secas, regia di Nelson Pereira dos Santos (Brasile)